# Le visage de l’amour
«Le visage de l’amour» (с фр. — «Лицо любви») — тридцать восьмой и последний студийный альбом французской певицы Далиды, выпущенный в 1986 году, за год до её смерти.

## Об альбоме
На альбоме содержатся в основном печальные баллады и только одна танцевальная запись «Mama Caraibo», хотя записью именно этой песни певица осталась впоследствии недовольна. Альбом содержал кавер-версию песни ганской певицы Биби «Tout doucement» на итальянском языке под названием «Semplicemente cosi». Также на альбом должна была попасть песня «Reviens-moi» (французская версия песни «Last Christmas» Wham!), однако в финальный трек-лист она не вошла.

## Коммерческий приём
В коммерческом плане альбом не показал особого успеха в год выпуска. Далида практически никак не рекламировала альбом и синглы с него, дав всего пару выступлений на телевидении. В это время певица была занята съёмками в фильме египетского режиссёра Юсефа Шахина «Шестой день», который вышел также в 1986 году. Хотя картина также не блистала коммерческим успехом, критики высоко оценили сам фильм и игру Далиды в фильме. Для фильма была записана песня «Le sixième jour», с которой певица несколько выступила на телевидении, в последний раз в феврале 1987 года, за три месяца до смерти.

## Список композиций
| №  | Название                      | Длительность |
| -- | ----------------------------- | ------------ |
| 1. | «Parce que je ne t’aime plus» | 4:15         |
| 2. | «La danse de Zorba»           | 3:43         |
| 3. | «Le visage de l’amour»        | 3:28         |
| 4. | «Le vénitien de Levallois»    | 3:50         |
| 5. | «Mama Caraibo»                | 3:29         |

| №  | Название                              | Длительность |
| -- | ------------------------------------- | ------------ |
| 1. | «Les hommes de ma vie»                | 4:00         |
| 2. | «Salut salaud»                        | 3:41         |
| 3. | «Semplicemente cosi (Tout doucement)» | 4:24         |
| 4. | «Le temps d’aimer»                    | 4:32         |
| 5. | «Mourir sur scène»                    | 3:28         |

| №   | Название                              | Длительность |
| --- | ------------------------------------- | ------------ |
| 1.  | «Pour te dire je t’aime»              | 4:20         |
| 2.  | «C’etait mon ami»                     | 3:39         |
| 3.  | «Les hommes de ma vie»                | 4:00         |
| 4.  | «Semplicemente cosi (Tout doucement)» | 4:24         |
| 5.  | «Parce que je ne t’aime plus»         | 4:15         |
| 6.  | «Kalimba de Luna»                     | 4:32         |
| 7.  | «Salut salaud»                        | 3:41         |
| 8.  | «Lucas»                               | 3:50         |
| 9.  | «La danse de Zorba»                   | 3:43         |
| 10. | «Le visage de l’amour»                | 3:28         |
| 11. | «Le vénitien de Levallois»            | 3:50         |
| 12. | «Mama Caraibo»                        | 3:29         |
| 13. | «Le temps d’aimer»                    | 4:32         |
| 14. | «Reviens-moi»                         | 3:30         |
| 15. | «Akhsan nass»                         | 6:50         |